# Acrocyrta
Acrocyrta is een kevergeslacht uit de familie van de boktorren (Cerambycidae). De wetenschappelijke naam van het geslacht werd voor het eerst geldig gepubliceerd in 1857 door Pascoe.

## Soorten
Acrocyrta omvat de volgende soorten:
- Acrocyrta clytoides Pascoe, 1857
- Acrocyrta rufofemorata Aurivillius, 1910